# Brownimecia

Brownimecia este un gen dispărut de furnici, singurul gen din tribul Brownimeciini, și subfamilia Brownimeciinae. Fosilele singurei specii identificate,Brownimecia clavata, sunt cunoscute din Cretacicul Mijlociu din America de Nord. Genul este unul dintre mai multe furnici descrise din Cretacicul mijlociu datorită unui chihlimbar din New Jersey. Brownimecia a fost inițial plasată în subfamilie Ponerinae, până când a fost transferată în propria subfamilie în 2003; se poate distinge de alte furnici datorită mandibulelor sale neobișnuite în formă de seceră și a altor caracteristici morfologice care fac această furnică unică printre Formicidae. Furnica este, de asemenea, mică, măsurând cca 3.43mm, iar un ac este prezent la aproape toate specimenele colectate. Morfologia mandibulelor sugerează un nivel ridicat de specializare a hrănirii.

## Istorie și clasificare
Brownimecia este cunoscut din trei fosile adulte: holotip—numărul specimenului AMNH NJ-667—colectat de Yale Goldman; paratip; și o a treia descrisă în 2005. La momentul descrierii genului, specimenele de tip erau găzduite în Muzeul American de Istorie Naturală, în New York City. Toate exemplarele descrise sunt femele adulte worker caste care au fost conservate ca incluse în bucăți transparente de chihlimbar din New Jersey. Exemplarele de chihlimbar au fost recuperate din depozitele lutului de foc South Amboy, parte a Formării Raritan. Chihlimbarul din New Jersey a fost datat la aproximativ 90-94 milioane de ami vechime, plasându-l în Turonian din cretacicul târziu.  Analiza compoziției chihlimbarului indică faptul că provine ca rășini cupressaceous care au fost depozitate în lagune și mlaștini cu apă sărată de-a lungul coastei de est. Brownimecia clavata este una dintre mai multe specii de furnici descrise din chihlimbar din New Jersey, celelalte fiind Sphecomyrma freyi, Sphecomyrma mesaki, Baikuris casei, și Kyromyrma neffi.